# Житомирська обласна бібліотека для юнацтва
Житомирська обласна бібліотека для юнацтва — культурно-освітній та інформаційний центр для молоді, методичний центр з питань бібліотечного обслуговування юнацтва. Заснована у 1979 році. Щорічно бібліотека обслуговує 19 тис. користувачів, яким видається понад 333 тис. примірників видань, відвідування закладу становить 107 тис. на рік.[джерело?]
Документний фонд бібліотеки налічує понад 80 тис. видань. Створено електронний каталог, до якого внесено понад 25 тис. записів, електронна база користувачів бібліотеки. Бібліотека надає читачам доступ до мережі Інтернет з 4 стаціонарних комп'ютерів та через мережу «Wi-Fi».
При бібліотеці працює арт-вітальня «Від серця до серця», молодіжна школа правових знань, розмовний клуб з вивчення англійської «English explorers Club», відбуваються заняття в гуртку «Німецька мова для початківців», літня ігротека для підлітків, реалізується проєкт «Літературний Stand-Up» (організатор Максим Гладунець).
Бібліотека реалізує ряд суспільно-важливих ініціатив: літній денний табір для підлітків Library Camp; школу жестової мови, програму "Турбота має адресу" для обслуговування молоді з інвалідністю.
Бібліотека є методичним центром для публічних бібліотек області з питань обслуговування молодіжної та юнацької аудиторії, організовує тематичні навчання фахівців бібліотек, здійснює видавничу діяльність, ініціює та координує проведення обласних акцій з популяризації книги та читання.
Мережа бібліотек, що обслуговують юнацтво, станом на 01.01.2020 р. охоплює 702 структурні підрозділи, зокрема:
- бібліотеки для юнацтва — Коростишівська міська бібліотека для юнацтва, бібліотека-філіал № 5 міської Новоград-Волинської ЦБС;
- 1 відділ для юнацтва — Молодіжний центр «М-Формація»;
- 3 абонементи — Андрушівська, Черняхівська районні бібліотеки, Коростенська міська ЦБС;
- 17 кафедр з обслуговування юнацтва;
- 676 юнацьких груп.
Протягом 2019 року юнацькими структурними підрозділами публічних бібліотек області було обслужено понад 76 тис. користувачів.
Бібліотека розміщена у будівлі — пам'ятці архітектури місцевого значення. Будинок збудований на початку XX століття та належав родині місцевих дворян Андрія і Миколи Аршеневських.

## Будівля бібліотеки
Будинок споруджений на вулиці Михайла Грушевського, 9 (колишня Іларіонівська) не пізніше 1908 р. Розташований в системі рядової забудови однієї з центральних магістралей міста, що дублює Київську вулицю.
Побудований як міський будинок відомої житомирської родини Аршеневських, яка мала у приміському селі Крошня (нині район в північній частині Житомира) великий маєток і особняк (нині територія агроекологічного коледжу), а також кам'яний кар'єр, в якому видобували камінь і виготовляли бруківку для замощення вулиць Житомира. Розташовується у великій садибі, що була придбана батьком Андрія та Миколи — Олександром Андрійовичем Аршеневським ще на початку 1880-х рр.
Ця садиба займала велику частину кварталу між вулицями В. Петербурзькою (Покровська), Іванівською (Степана Бандери) та Іларіонівською (Михайла Грушевського). Крізь неї по діагоналі від В. Петербурзької до Іванівської пролягав провулок, що так і називався: «провулок Аршенєвського».
У садибі Аршеневських (в бік Іларионівської, вздовж провулка та на Іванівській) згодом господарі побудували 9 кам'яних (в тому числі, два двоповерхових житлових) та дерев'яних будинки і три господарські споруди. На терені цієї величезної садиби розташовувався сад, город і, навіть, невелике озеро (ставочок) із зеленим острівцем посередині.
Частину будівель родина Аршеневських здавала в оренду. Зокрема, для виробничих потужностей фабрики лайкових рукавичок Гілярія Трибеля, а також як житлові. В трьох будинках мешкали брати Микола і Андрій (на Іванівській та вглибині В. Петербурзької).
Андрій Олександрович Аршеневський, зокрема, був полковником у відставці, з 1895 р. — депутатом Волинського губернського депутатського зібрання, з 1905 р. — почесним мировим суддею, згодом предводителем дворянства у Житомирському повіті.
Рідний брат Андрія — Микола — теж полковник у відставці, з 1905 р. — депутат Волинського губернського депутатського зібрання. І з цього ж року згадується у документах за адресою їх садиби на розі Іларіонівської та В. Петербурзької (очевидно, будинок, до якого згодом було прибудовано № 9 по вул. М.Грушевського). Микола Олександрович був помітним громадським діячем, зокрема, у місцевому земстві.
До 1917 р. в будинку № 9 приміщення орендували поліцейська частина та штаб 5-ї артилерійської бригади. На першому поверсі розміщувалася бакалійна лавка.
На сьогодні в садибі Аршеневських вціліли лише два будинки: двоповерховий, в якому розташовувалася фабрика Г. І. Трибеля (перпендикулярно вул. М. Грушевського), та житловий двоповерховий будинок (вздовж вул. М. Грушевського — № 9), в якому розміщується обласна бібліотека для юнацтва. Обидва будинки прибудовані наріжними кутами один до одного. Житловий будинок (№ 9) є пам'яткою архітектури місцевого значення — двоповерховий, цегляний потинькований, деталі фасаду виділені відповідним фасадним пофарбуванням, в плані близький до квадрату, перекриття пласкі, дах двохсхилий. Що стосується архітектурно-будівельної історії будинку № 9, то він має так звану «однофасадну архітектуру», тобто оздоблення здійснено лише на головному фасаді. На бокових — воно відсутнє, брандмауерні стіни первісно не мали навіть вікон. Це було продиктовано садибно-рядовим характером забудови вулиці за яким бокові фасади будинків закривали від огляду або сусідні будівлі або щільне озеленення садиб.
Головний фасад виконаний в так званому цегляному стилі, що використовував декоративні якості лицьової обпаленої цегли зі стилізованими готичними та ренесансними деталями. Автором проекту, судячи з «почерку» зодчого і періоду спорудження, можливо був місцевий архітектор Мечислав Лібрович.
Трьохвісна композиція фасаду утворена двома неглибокими різновеликими ризалітами, кути яких виділено лопатками. Динамічний характер фасаду надають високі тридільні щипці ризалітів, в яких варіантно змінюються мотиви стрільчастих арок. Біфорії другого поверху правого ризаліту поєднані напівциркульною рустованою аркою.
Центральна частина фасаду другого поверху з напівциркульними вікнами, розділеними лопатками, була акцентована балконом (не зберігся). У ризаліті праворуч розміщувалася лавка із суміщеними вузькими вікнами і дверима (сьогодні влаштовано другий вхід, вікна закладено). Зберігся прямокутний атик. Щедрий декор, виконаний в лицьовій цеглі (сухарики, зубчики, тощо) надає фасаду будинку особливої виразності.
В інтер'єрі збереглись масивні чавунні марші сходів, відлиті на залізоробному заводі братів Дуриліних у передмісті Житомира — Денишах. Проступні є зразком художнього литва.
Флігель, в садибі Аршеневських, який розташовувався ліворуч від основної будівлі, належав єврейській громаді, розібраний на початку 1990-х рр. В ньому народилася бабуся Володимира Висоцького — Дебора Бронштейн.